# Маркомир
Маркомир (лат. Marcomer) — полулегендарный вождь франков, живший в IV веке. В соответствии с «Книгой истории франков» (лат. Liber Historiae Francorum), он был сыном Приама и отцом Фарамонда.
Согласно Григорию Турскому, в 388 году франки во главе с Маркомиром, Геннобавдом и Сунноном перешли границу Римской империи и устремились в римскую Германию и Бельгику, перебили много мирных жителей и опустошили территорию, а также навели страх на жителей Кёльна. Когда об этом стало известно в Трире, полководцы Наннин и Квинтин, которым Магн Максим поручил своего малолетнего сына и защиту Галлии, собрали армию и пришли в Кёльн. Франки к этому времени уже успели разграбить город и с добычей ушли за Рейн, оставив в Галлии крупный отряд, готовый снова начать опустошения. Римлянам удалось разбить этот отряд, однако экспедиция за Рейн кончилась для них неудачно.